# 小行星1035
小行星1035（1035 Amata）是一颗绕太阳运转的小行星，为主小行星带小行星。该小行星于1924年9月29日发现。
該小行星以羅馬神話中拉丁國王拉提努斯的妻子阿瑪塔命名。

## 轨道参数
小行星1035的轨道半长轴为3.1448760 UA，离心率为0.197。